# Кремидівка (станція)
Креми́дівка —  проміжна залізнична станція Одеської дирекції Одеської залізниці на лінії Чорноморська — Одеса-Пересип між станціями Кулиндорове (12 км) та Чорноморська (10 км). Розташована у селі Кремидівка Одеського району Одеської області. За 18 км від станції розташоване селище Доброслав.

## Історія
Станція відкрита 1914 року у складі дільниці Колосівка — Куяльник під час будівництва залізниці Одеса — Бахмач.
У квітні 1938 року на станції було використано 73 вагона для виселення 225 родин (798 людей) репресованих з Комінтернівського району у Казахську РСР.
1971 року станцію електрифіковано змінним струмом (~25 кВ) у складі дільниці Колосівка — Одеса-Сортувальна.

## Пасажирське сполучення
На станції Кремидівка зупиняються лише приміські електропоїзди до кінцевих станцій Одеса-Головна, Колосівка, Помічна.
До 9 грудня 2017 року на станції здійснював зупинку потяг далекого сполучення «Таврія» сполученням Запоріжжя — Одеса.